# 伊薩基夫卡
50°39′28″N 28°40′48″E / 50.65778°N 28.68000°E
伊薩基夫卡（烏克蘭語：Ісаківка），是烏克蘭北部的村莊，隸屬日托米爾州的日托米爾區。該村面積0.37平方公里，2001年人口52，人口密度每平方公里139.78人。